# آلان مارانگونی
آلان مارانگونی (ایتالیایی: Alan Marangoni؛ زادهٔ ۱۶ ژوئیهٔ ۱۹۸۴) دوچرخه‌سوار اهل ایتالیا است.
از باشگاه‌هایی که در آن رکاب زده‌است می‌توان به کنندیل–دراپاک، باردیانی–سی‌اس‌اف، لیکویگاس، و نیپو–وینی فانتینی اشاره کرد.